# Tomografía acústica del océano
La tomografía acústica oceánica es una técnica utilizada para medir temperaturas y corrientes en grandes regiones del océano. 

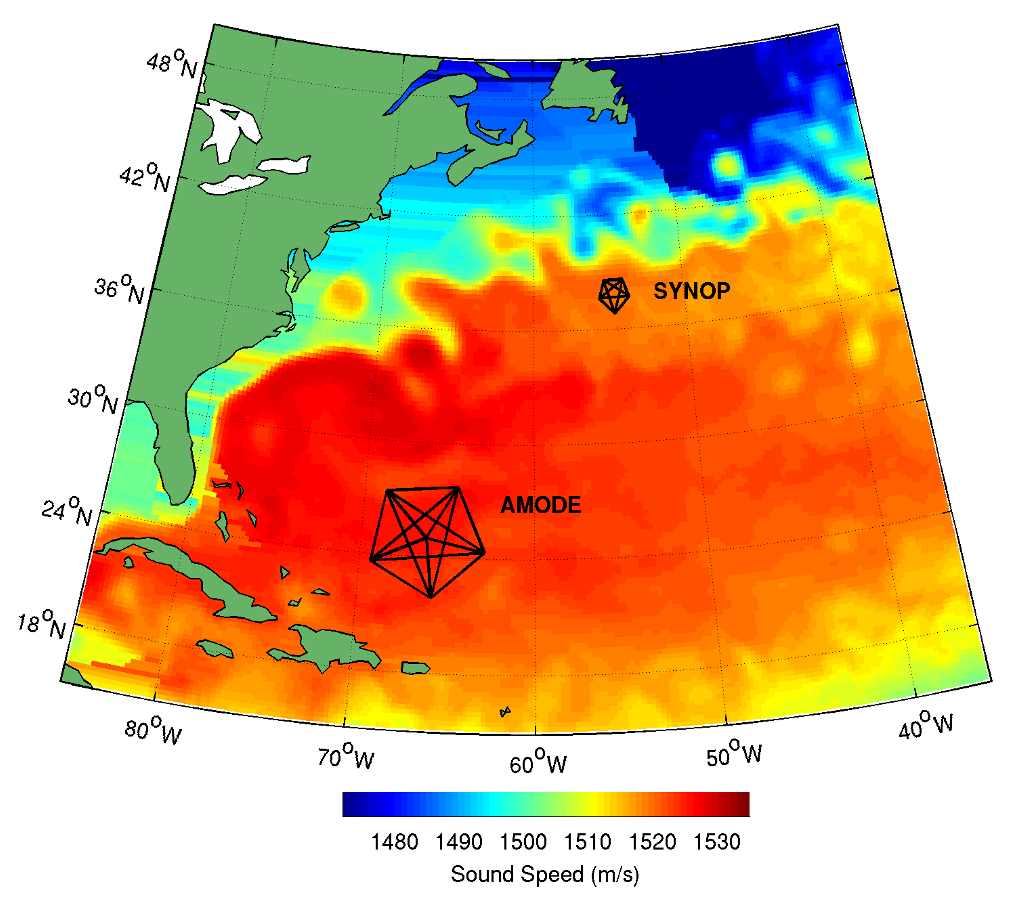
El oeste del Atlántico Norte muestra las ubicaciones de dos experimentos que emplearon la tomografía acústica del océano. AMODE, el "Experimento de Dinámica Medioambiental Acústica" (1990-1), fue diseñado para estudiar la dinámica oceánica en un área alejada de la corriente del Golfo, y SYNOP (1988-9) fue diseñado para medir sinópticamente aspectos de la corriente del Golfo. Los colores muestran una instantánea de la velocidad del sonido a 300 m de profundidad derivada de un modelo de océano numérico de alta resolución. Una de las principales motivaciones para emplear la tomografía es que las mediciones dan promedios sobre el océano turbulento.

En las escalas de cuencas oceánicas, esta técnica también se conoce como termometría acústica. La técnica se basa en medir con precisión el tiempo que tardan las señales de sonido en viajar entre dos instrumentos, uno de tipo emisor y otro de tipo receptor, separados por rangos de 100 a 5000 km. Si las ubicaciones de los instrumentos se conocen con precisión, la medición del tiempo de viaje se puede utilizar para inferir la velocidad del sonido, promediada sobre la trayectoria acústica. Los cambios en la velocidad del sonido son causados principalmente por cambios en la temperatura del océano, por lo tanto, la medición de los tiempos de viaje es equivalente a una medición de la temperatura. Un cambio de temperatura de 1 °C corresponde a un cambio de aproximadamente 4 m/s en la velocidad del sonido. Un experimento oceanográfico que emplea la tomografía típicamente usa varios pares fuente-receptor en una matriz amarrada que mide un área del océano.

### Aplicaciones
En el océano, los cambios de temperatura a gran escala pueden ocurrir en intervalos de tiempo desde minutos (ondas internas) hasta décadas (cambio climático oceánico). La tomografía se ha empleado para medir la variabilidad en este amplio rango de escalas temporales y en un amplio rango de escalas espaciales. De hecho, la tomografía se ha contemplado como una medida del clima oceánico usando transmisiones sobre distancias antipodales.
La tomografía ha llegado a ser un método valioso de observación oceánica, explotando las características de la propagación acústica de largo alcance para obtener mediciones sinópticas de la temperatura o corriente promedio del océano. Una de las aplicaciones más tempranas de la tomografía en la observación del océano ocurrió en 1988-9. Una colaboración entre grupos en la Institución Oceanográfica Scripps y la Institución Oceanográfica Woods Hole desplegó un conjunto tomográfico de seis elementos en la llanura abisal del giro del mar de Groenlandia para estudiar la formación de aguas profundas y la circulación del giro. Otras aplicaciones incluyen la medición de mareas oceánicas, y la estimación de la dinámica de la mesoescala oceánica mediante la combinación de tomografía, altimetría satelital y datos in situ con modelos dinámicos oceánicos. Además de las mediciones de una década obtenidas en el Pacífico Norte, la termometría acústica se ha empleado para medir los cambios de temperatura de las capas superiores de las cuencas del océano Ártico, que continúa siendo un área de interés activo. La termometría acústica también se usó recientemente para determinar los cambios a las temperaturas oceánicas a escala global usando datos de pulsos acústicos enviados desde un extremo de la tierra al otro.

### La propiedad integradora de las medidas acústicas de largo alcance
La tomografía acústica del océano integra las variaciones de temperatura a grandes distancias, es decir, los tiempos de viaje medidos resultan de los efectos acumulados de todas las variaciones de temperatura a lo largo de la ruta acústica, por lo tanto, las mediciones por la técnica son promedios inherentes. Esta es una propiedad importante y única, ya que las características turbulentas y de onda interna ubicuas a pequeña escala del océano suelen dominar las señales en mediciones en puntos únicos. Por ejemplo, las mediciones por termómetros (es decir, termistores amarrados o flotadores a la deriva Argo) tienen que lidiar con este ruido de 1-2 °C, por lo que se requieren grandes cantidades de instrumentos para obtener una medida precisa de la temperatura promedio. Para medir la temperatura promedio de las cuencas oceánicas, por lo tanto, la medición acústica es bastante rentable. Las mediciones tomográficas también tienen una variabilidad promedio sobre la profundidad también, ya que las trayectorias de los rayos recorren toda la columna de agua.

### Termometría acústica
La termometría acústica es una idea para observar las cuencas oceánicas del mundo, y el clima oceánico en particular, utilizando transmisiones acústicas trans-cuenca. "Termometría", en lugar de "tomografía", se ha utilizado para indicar mediciones a escala de cuenca o escala global. Se han realizado mediciones prototipo de la temperatura en la cuenca del Pacífico Norte y en toda la cuenca del Ártico.
Comenzando en 1983, John Spiesberger de la Institución Oceanográfica Woods Hole, Ted Birdsall y Kurt Metzger de la Universidad de Míchigan desarrollaron el uso del sonido para inferir información sobre las temperaturas a gran escala del océano, y en particular para intentar la detección del calentamiento global en el océano. Este grupo transmitió sonidos de Oahu que se registraron en aproximadamente diez receptores estacionados alrededor del borde del océano Pacífico a lo largo de distancias de 4000 km. Estos experimentos demostraron que los cambios en la temperatura podían medirse con una precisión de aproximadamente 20 milisegundos. Spiesberger no detectó calentamiento global. En su lugar, descubrieron que otras fluctuaciones climáticas naturales, como El Niño, fueron responsables en parte de las fluctuaciones sustanciales de la temperatura que pueden haber enmascarado las tendencias más lentas y más lentas que pueden haberse producido por el calentamiento global.
El programa de Termometría Acústica del Clima Oceánico (ATOC) fue implementado en el océano Pacífico Norte, con transmisiones acústicas desde 1996 hasta el otoño de 2006. Las mediciones terminaron cuando terminaron los protocolos ambientales acordados. El despliegue de una década de la fuente acústica mostró que las observaciones son sostenibles incluso con un presupuesto modesto. Las transmisiones se han verificado para proporcionar una medición precisa de la temperatura del océano en las rutas acústicas, con incertidumbres que son mucho más pequeñas que cualquier otro enfoque de la medición de la temperatura del océano.

### Tipos de señales acústicas transmitidas
Las transmisiones tomográficas consisten en señales largas codificadas (por ejemplo, "secuencias m") que duran 30 segundos o más. Las frecuencias empleadas oscilan entre 50 y 1000 Hz y las potencias de fuente oscilan entre 100 y 250 W, dependiendo de los objetivos particulares de las mediciones. Con un tiempo preciso, como desde el GPS, los tiempos de viaje pueden medirse con una precisión nominal de un milisegundo. Si bien estas transmisiones son audibles cerca de la fuente, más allá de un rango de varios kilómetros, las señales suelen estar por debajo de los niveles de ruido ambiental, lo que requiere sofisticadas técnicas de procesamiento de señal de amplio espectro para recuperarlas.